# Константин (филм)
„Константин“ (на английски: Constantine) е американски филм на ужасите от 2005 г. на Франсис Лорънс в режисьорския си дебют, по сценарий на Кевин Бродбин и Франк Капело, адаптация на комикса „Хелблейзър“ на Ди Си Комикс. Филмът е пуснат по кината в САЩ на 18 февруари 2005 г.

## Сюжет
Внимание:  Текстът по-долу разкрива сюжета на произведението (или части от него)!
Случаен чистач и неговият партньор намират върха на Копието на Съдбата в руините на църква в Мексико, което е било скрито там от избягали нацисти след Втората световна война. Чистачът убива приятеля си и, притискайки скъпоценната находка до гърдите си, тръгва пеш към Лос Анджелис. Копието на съдбата е най-мощният артефакт на Злото и затова всички растения и животни умират по пътя на мексиканеца.
Междувременно в Лос Анджелис екзорсистът Джон Константин изгонва демон от младо момиче. „Обикновеният“ случай на екзорсизъм на демона тревожи Константин: демонът се опита да проникне в реалния свят, въпреки че това е невъзможно заради споразумение между Рая и Ада. Джон, който пуши цигари една след друга, бавно умира от рак на белия дроб. Той отправя молба за изцеление към Габриел, „нечистокръвния“ ангел, но Габриел го обвинява в гордост и му отказва.
По същото време полицейският детектив Анджела Додсън разследва смъртта на своята сестра близначка Изабел, която е скочила от покрива на психиатричната болница, където е държана дълги години. Изабел е католичка и Анджела не вярва, че сестра ѝ може да е извършила греха на самоубийството. Докато преглежда записите от камерите, Анджела чува Изабел да казва „Константин“ и Додсън отива при Константин за помощ. Първоначално думите на Джон изглеждат на Анджела пълна глупост: ангелите и демоните не напускат границите на Рая и Ада, а в реалния свят е позволено да има само „нечистокръвни“, които могат да тласкат хората към добро или зло, но нямат право директно да ги принуждават да действат по определен начин. Додсън не вярва, че сестра ѝ е в Ада, така че Константин за кратко я „пренася“ на това ужасно място и Анджела наистина вижда Изабел там.
В моргата свещеникът Хенеси, приятел на Константин, открива символ на китката на Изабел, но е убит от „нечистокръвния“ демон Балтазар. Преди смъртта си обаче свещеникът успява да издълбае този символ на ръката си, за да го видят Константин и Анджела. Анджела също намира улика, скрита в болничната стая на Изабел, относно глава от „адската“ Библия. Биман, окултен експерт и приятел на Константин, обяснява, че това е символ на Мамон, синът на Луцифер, а „адската“ Библия гласи, че Мамон ще свали баща си и ще завладее Земята. Скоро Балтазар напада Биман и убива и него. Анджела признава на Джон, че е имала сили, подобни на Изабел, но ги е потискала, за да не я смятат за луда като сестра ѝ. Константин помага на Додсън да събуди нейните окултни сили, за да намери Балтазар.
Константин и Додсън хващат и разпитват Балтазар и научават, че Мамон ще се всели в Анджела и с помощта на Копието на Съдбата ще се появи в реалния свят. Невидимо същество унищожава Балтазар и отвлича Анджела. С помощта на съдържателя на нощния клуб Папа Миднайт, Константин предизвиква видения, за да намери Анджела в психиатрична болница. Заедно със своя шофьор и ученик Чаз Крамър, Константин се въоръжава и атакува сградата, биейки се с орди от демони по пътя им към Анджела. Изглежда, че победата е близо, но внезапно Чаз умира, убит от Габриел. Оказва се, че именно тя е помогнала на Мамон. Осъзнавайки, че е безсилен срещу „нечистокръвния“ ангел, Джон решава да привлече на помощ най-неочакван съюзник.
Преди време Луцифер, ядосан на Константин заради огромния брой унищожени демони, се е заклел, че лично да дойде за него, когато умре. Джон прерязва вените си и умирайки, при него идва самият прародител на Злото, заради което времето спира. Константин казва на Луцифер, че Мамон, с помощта на Габриел, ще го детронира и Луцифер решава да помогне на врага си. Той връща сина си обратно в Ада и изгаря ангелските крила на Габриел, превръщайки я в смъртна жена. Решавайки да благодари на Константин за услугата, Луцифер изпълнява молбата му – освобождава душата на Изабел от Ада в Рая, а след това, подсвирквайки весела песен, завлича Джон в Ада за вечни мъки. Но тъй като Константин се е пожертвал в името на друг човек, Бог не позволява на Луцифер да вземе Джон и започва бавно да го издига към небето. Осъзнавайки, че Константин завинаги ще избяга от отмъщението му, Луцифер напълно го излекува и обещава да изчака друг удобен момент, за да хвърли Константин в Ада. Константин дава на Анджела Копието на Съдбата за съхранение и посещава гроба на Чаз. Когато Джон си тръгва, той вижда Чаз под формата на ангел, който се издига към Небесата.

## Актьорски състав
| Актьор            | Роля |
| ----------------- | --- |
| Киану Рийвс       | Джон Константин – човек, който е в състояние да изгони демоните и да се бори със силите на Ада                         |
| Конър Дилън Рин   | Константин като тийнейджър                                                                                             |
| Куин Буниел       | 10-годишния Константин                                                                                                 |
| Рейчъл Вайс       | Анджела Додсън / Изабел Додсън – полицейска служителка в Лос Анджелис / самоубилата се сестра близначка                |
| Шая Лабъф         | Чаз Крамър – шофьор и учител на Константин                                                                             |
| Тилда Суинтън     | Габриел – „нечистокръвен“ ангел, който мечтае да унищожи човечеството                                                  |
| Прюит Тейлор Винс | Хенеси – свещеник алкохолик със способност да общува с мъртвите                                                        |
| Джимон Унсу       | Папа Миднайт – бивш воин на Светлината и собственик на нощен клуб, където може да се срещат представители на Рая и Ада |
| Гавин Росдейл     | Балтазар – „нечистокръвен“ демон                                                                                       |
| Питър Стормаре    | Луцифер |
| Макс Бейкър       | Биман – експерт по окултни науки и приятел на Константин, снабдяващ го с предмети за борба със силите на Ада           |
| Франсис Гуинан    | свещеник Гарет |
| Хосе Сунига       | Вайс – полицай, колега на Анджела                                                                                      |
| Джеси Рамирес     | Мануел – чистач, който намира Копието на Съдбата                                                                       |
| Ейприл Грейс      | Арчър – лекуващ лекар на Константин                                                                                    |
| Таноай Рийд       | бияч в нощния клуб на Папа Миднайт                                                                                     |

## Снимачен процес
- Разработването на филма започва през 1997 г. и първоначално Пол Хънтър трябва да режисира филма, но Тарсем Сингх го заменя през 2001 г., като по план Никълъс Кейдж играе главната роля. Известно време по-късно режисьорът заявява, че с Кейдж не може да направи филма, който иска. Скоро и Сингх, и Кейдж напускат проекта. През 2002 г. филмът е режисиран от Франсис Лорънс, а ролята на Константин е поверена на Киану Рийвс.
- В оригиналния сценарий Адът е изобразен като черна празнина с под, покрит с масло. По-късно обаче създателите на филма решават да представят Ада като град, разрушен и изгорен от ядрена експлозия.
- Нацисткият флаг, в който е увито Копието на Съдбата, е унищожен веднага след заснемането, за да не се превърне в „сувенир“ за неонацистите.
- Киану Рийвс купува „пушката, която стреля със сребърни куршуми“ от филмовото студио (това оръжие се използва от главния герой в последната битка) и я подарява на режисьора Лорънс.
- В интервю, режисьорът Лорънс обяснява, че парцалът, който Константин подпалва, за да победи летящите демони, е част от плащеницата на Мойсей, дадена му от Биман.
- Когато обладаното от демони момиче пълзи по тавана в началото на филма, тя казва на филипински: „Ще ги убием всички!“.
- „Свещените ръчни гранати“ всъщност са коледни украси, пълни с вода.
- Татуировката на ръцете на Константин е алхимичният символ на Червения крал, който той носел за защита. Това е „огнен триъгълник с три излъчващи се стрели в долната част“.
- По време на филма Константин пуши точно тринадесет цигари в кадъра, тъй като тринадесет се смята за „нещастно“ число.
- Продуцентът и режисьорът първоначално виждат външния вид на Луцифер по следния начин: кожени панталони, голи гърди, яка с шипове, татуировки по лицето и гърдите. Актьорът Питър Стормаре е категорично против такъв стереотипен и нелеп образ и предлага свой собствен, който в крайна сметка е приет – елегантен бял ленен костюм и боси крака, покрити с черна кал.
- Освен че пуши цигари, Константин пие „Ardbeg“, едномалцово шотландско уиски от Айлей със силен опушен вкус.
- Забавен инцидент се случва в норвежкия град Берген по време на премиерата на филма – точно 666 души присъстват на прожекцията.
- Шая Лабъф е препоръчан за ролята от Уил Смит, тъй като Смит е много доволен да работи с Лабъф в „Аз, роботът“ (2004).
- Цигарите, които Константин пуши във филма, не са истински китайски цигари. Името им е „Река Яндзъ“, а дизайнът на опаковката е създаден специално за филма.
- Този филм е второто сътрудничество между Киану Рийвс и Рейчъл Вайс. Те участват за първи път заедно във „Верижна реакция“ (1996).
- Мел Гибсън и Кевин Спейси са разглеждани за ролята на Константин, докато Питър Стормаре първоначално се явява на прослушване за ролята на Балтазар.
- В началото на филма, където Константин прогонва демона от момичето, може да се види в близък план Константин, който поставя запалена цигара на ръба на масата. Операторът обаче няма добър обектив, който да фокусира правилно и ясно да покаже цигарата отблизо. Затова реквизиторът на филма трябвало да направи много по-голяма цигара, която, заснета от разстояние, създава илюзията за обикновена цигара.
- Запалката, която Константин използва във филма е истинска и доста скъпа. Специално за снимките Zippo изработва маркова запалка с образа на Свети Бенедикт.
- В съответствие с християнските вярвания лявата ръка се смята за „лоша“, свързана със Злото. Ето защо Константин реже китките си, започвайки от лявата си ръка, а Луцифер хваща Константин с лявата си ръка, за да го завлече в Ада.
- В ролята на „трупа на Изабел“ не е самата Рейчъл Вайс, а нейно точно копие манекен, направено в цял ръст.
- Във финала на филма Константин разрязва китката си и часовникът му спира на 05:19. Докато Луцифер си тръгва, часовникът на заден план показва 05:20. Това означава, че финалната битка е отнела не повече от минута, въпреки че сцената отнема много повече време.
- Във филма Джон Константин е брюнет американец, живеещ в Лос Анджелис, докато Константин в оригиналните комикси е рус англичанин от Ливърпул.